# Ryan Kiera Armstrong
Ryan Kiera Armstrong (Nova York, EUA, 10 de març de 2010) és una actriu estatunidenca. La seua primera aparició va ser un paper recurrent a les tres temporades de la sèrie canadenca Anne with an E (2017-2023). Més tard va interpretar el paper principal a la pel·lícula Firestarter (2022) i va aparéixer al repartiment principal d'un segment d'American Horror Story: Red Tide (2023).